# マイケル・カヨーデ
- マイケル・カヨデ

マイケル・オラボデ・カヨーデ（Michael Olabode Kayode, 2004年7月10日 - ）は、イタリア・ピエモンテ州ボルゴマネーロ出身のプロサッカー選手。プレミアリーグ・ブレントフォードFC所属。ポジションはディフェンダー。

## 経歴

### ユース
2014年から2018年まで、ユヴェントスFCのユースアカデミーに在籍していた。

### ゴッツァーノ
2020年にセリエDのACゴッツァーノでプロデビューした。2020-21シーズンは34試合に出場して2得点を記録し、チームはセリエCへ昇格した。

### フィオレンティーナ
2021年からACFフィオレンティーナのユースアカデミーに加入。2023年にトップチームデビューした。同年10月25日に、フィオレンティーナと2028年までの契約延長に合意した。

### ブレントフォード
2025年1月24日、プレミアリーグのブレントフォードFCへ期限付き移籍した。移籍金は1,600万ユーロで、買取オプションが含まれる。
2024-25シーズン終了後の2025年5月28日にブレントフォードが1,750万ユーロの買取オプションを行使したため、完全移籍となった。

## 代表歴
2023年のUEFA U-19欧州選手権にイタリア代表で出場し、ポルトガルとの決勝で決勝点を記録して優勝した。
両親がナイジェリア出身であるため、同国の代表資格も持つ。

## タイトル

### 代表
- U-19イタリア代表
  - UEFA U-19欧州選手権：2023